# واسیلی شاروفسکی
واسیلی میخایلوویچ شاروفسکی (۲۴ دسامبر ۱۸۹۱–۲۵ آوریل ۱۹۳۸) عضو شورای مرکزی اوکراین، یک آنارکو کمونیست و فرمانده توپخانه ارتش شورشی انقلابی اوکراین بود.

## زندگی‌نامه
واسیلی میخائیلوویچ شاروفسکی در ۲۴ دسامبر ۱۸۹۱ در هولیایپوله به دنیا آمد.
با شروع جنگ جهانی اول به جبهه فراخوانده شد. در دوران خدمت، عنوان آتش‌نشان ارشد را دریافت کرد. زمانی که در ارتش خدمت می‌کرد، به حزب سوسیالیست-انقلابی اوکراین پیوست، سپس به بوروتبیست‌ها پیوست و سرانجام به یک کمونیست آنارشیست تبدیل شد. در سال ۱۹۱۷، فرمانده توپخانه نیروهای سازمان‌دهی شده «گارد سیاه» در هولیایپوله شد. در اوت ۱۹۱۷ او از طرف شورای نمایندگان دهقانان سراسر اوکراین و به عنوان نماینده منطقه الکساندروفسکی آویزد (واقع در استان یکاتری‌ناسلاوسکا) به عضویت شورای مرکزی اوکراین درآمد. در آوریل ۱۹۱۸، شاروفسکی به همراه گروهی از افسران سابق ارتش امپراتوری روسیه کودتایی را در هولیایپوله علیه اقتدار شورا سازماندهی و رهبری کردند و پس از آن نیروی‌های خود را جهت رویارویی با واحدهای ارتش اتریش-مجارستان، ارتش امپراتوری آلمان و ارتش خلق اوکراین آماده نمودند.
از ژانویه تا ژوئن ۱۹۱۹، او تبدیل به یکی از فرماندهان تیپ سوم زادنیپروسک (توپخانه) که تحت فرماندهی نستور ماخنو بود، شد. از سپتامبر تا دسامبر ۱۹۱۹، او تبدیل به دستیار ارشد توپخانه ارتش شورشی انقلابی اوکراین (RIAU) شد. از ژوئیه ۱۹۲۰ تا ژانویه ۱۹۲۱، او فرمانده توپخانه ارتش شورشی انقلابی اوکراین بود. در ژانویه ۱۹۲۱، در منطقه کورسون، واسیلی از واحدهای ارتش شورشی انقلابی اوکراین جدا شد.
در سال ۱۹۳۰ در هولیایپوله مشغول تدریس شد. در ۱۶ فوریه ۱۹۳۸، او توسط تروییکای کمیساریای خلق در امور داخلی در استان دنیپروپتروفسک، به اتهام رهبری یک «سازمان آنارکو-ماخنویست ضد انقلاب» و تدارک قیام مسلحانه دستگیر شد. سرانجام او در ۲۵ آوریل ۱۹۳۸ توسط جوخه آتش اعدام شد.

## در فرهنگ عامه
در گزارش ۶ آوریل ۱۹۱۹ روزنامه بلشویک ایزوستیا نام شاروفسکی دیده می‌شود که بدین شرح است:
در میان ماخنویست‌ها افراد بسیار شجاع و با استعداد زیادی وجود دارد. به عنوان مثال، دو نفر با نام‌های چوچکو و شاروفسکی که فرمانده توپخانه هستند، از این قبیل افراد هستند. هر دو نفر که در خط مقدم خدمت می‌کنند هیچ آموزشی ندیده‌اند، اما قادر به درک کامل عملیات رزمی هستند، آنها به طرز ماهرانه‌ای توپخانه را تنظیم می‌کنند و با خونسردی بی نظیر قادر به هدف قراردادن هر نوع هدفی با دو یا سه شلیک هستند.